# イブラヒマ・バカヨコ
イブラヒマ・バカヨコ・セラ（Ibrahima Bakayoko Sela, 1976年12月31日 - ）はコートジボワール出身の元サッカー選手。現役時代のポジションはフォワード。
オリンピック・マルセイユ時代にはエースナンバーを背負ってプレーしていたプレーヤー。
ボディバランスを武器とするアフリカの選手としては珍しいタイプの選手で、かつては勝負弱いと欠点を指摘されていたがそれも克服しつつある。もともとはウイングフォワードとしてプレーしていたこともあり、サイドに流れてクロスを上げるプレーも見せる。

## 所属クラブ
- スタード･ダビジャン 1994-1995
- モンペリエHSC 1995-1998
- エヴァートンFC 1998-1999
- オリンピック・マルセイユ 1999-2003
- CAオサスナ 2003-2004
- FCイストル 2004-2005
- ASリヴォルノ・カルチョ 2005-2007
- FCメッシーナ 2007
- AEL 1964 2007-2008
- PAOKテッサロニキ 2008-2009
- PASヤニナFC 2009-2012
- オリンピアコス・ヴォル1937FC 2012-2013
- スタード・ボルドレ 2014